# ペナント

東ドイツの政府用船舶旗。

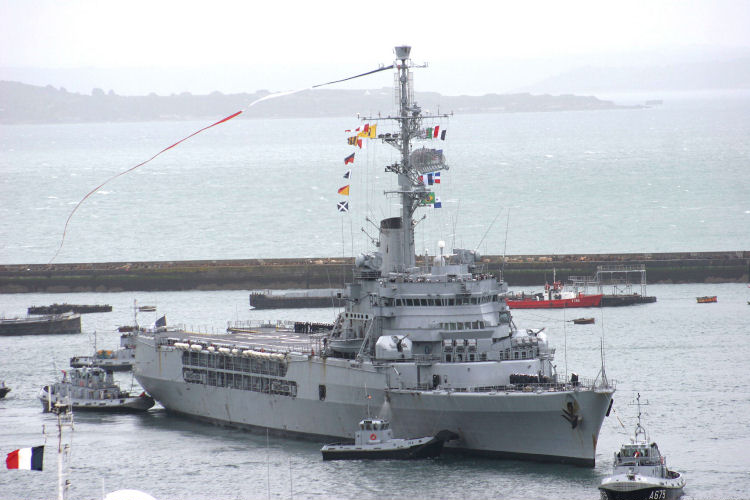
長旗の掲揚（マストのいちばん上）。

イギリス海軍の長旗。

ペナント（英: Pennant）は、細長い旗。
細長い二等辺三角形をした「長三角旗」が多いが、長方形、台形、燕尾型（先が二又に分かれた形）などもある。いずれの場合も細長い形をしており、非常に細長いものではアスペクト比は10:1以上にもなる。普通の旗のように掲げるほか、垂らしたり、非常に細長いものは普通の旗と組み合わせて使うこともある。
ペナントはペノン (Pennon) とペンダント (pendant) の合成語である。ペノンは下級ナイト (knight bachelor) が槍につけた長三角旗、ペンダントは軍艦が掲げる長三角旗の一種である。いずれも、三角形以外のものもある。現在はこれらの用語ははっきりと区別されないこともある。歴史的にペノンやペンダントはかなり長い旗で、それほど長くない旗はペノンセル (pennoncel) と呼ばれたが、現在のペナントにはペノンセルくらいの長さのものもある。

## 船舶のペナント
船舶は、所属やメッセージなどを表すため、さまざまなペナントを使う。
ペノンストリーマー (pennon streamer)、または単にストリーマー (streamer) は、軍艦が国籍を示すために掲げることもある。必ずしも三角形とは限らず海上自衛隊の長旗は長方形である。
国際信号書 (International Code of Signals; INTERCO) では、数十種類のペナントやバナー（正方形ないし長方形の旗）を使い、船舶が簡単なメッセージを伝える方法を定めている。

## その他のペナント
- 日本プロ野球やメジャーリーグベースボールでは、優勝旗にペナントが使われ、優勝ペナントと呼ばれる。リーグ戦を、ペナントを奪い合うことから、ペナントレースと呼ぶ。
- 日本の高度経済成長期には観光名所などをあしらった土産品のペナントが流行した。消費趣向が変化して1990年代から減少し、現在はほぼ消滅した。1959年頃に鎌倉市の間タオルが土産品として企画開発し、第一段として当時完成間近だった東京タワーをあしらったペナントを発売すると人気を博して各地で販売される[1]。
- 日本の土産物のペナントの起源には諸説あり、美術評論家の石子順造は「とくに数の多い観光地のペナントは、一九五五～五六年頃、まず山岳記念として始まり、だんだん各地に普及した。」と言及している（石子順造『ガラクタ百科 身辺のことばとそのイメージ』1978年、平凡社）[2]。
- 厳密には旗ではないが、優勝トロフィーなどに歴代の受賞記録などを書いて結びつけるのに、非常に細長い長方形のリボンが使われ、これをペナントと呼ぶ。大会を重ねていくごとに追加して結び加える。
- 祝賀会等の室内装飾に用いられるものとしてウェーブペナントがある。

## 画像

江戸幕府公儀軍艦印の「中黒の細旗」。
アメリカ海軍の長旗。
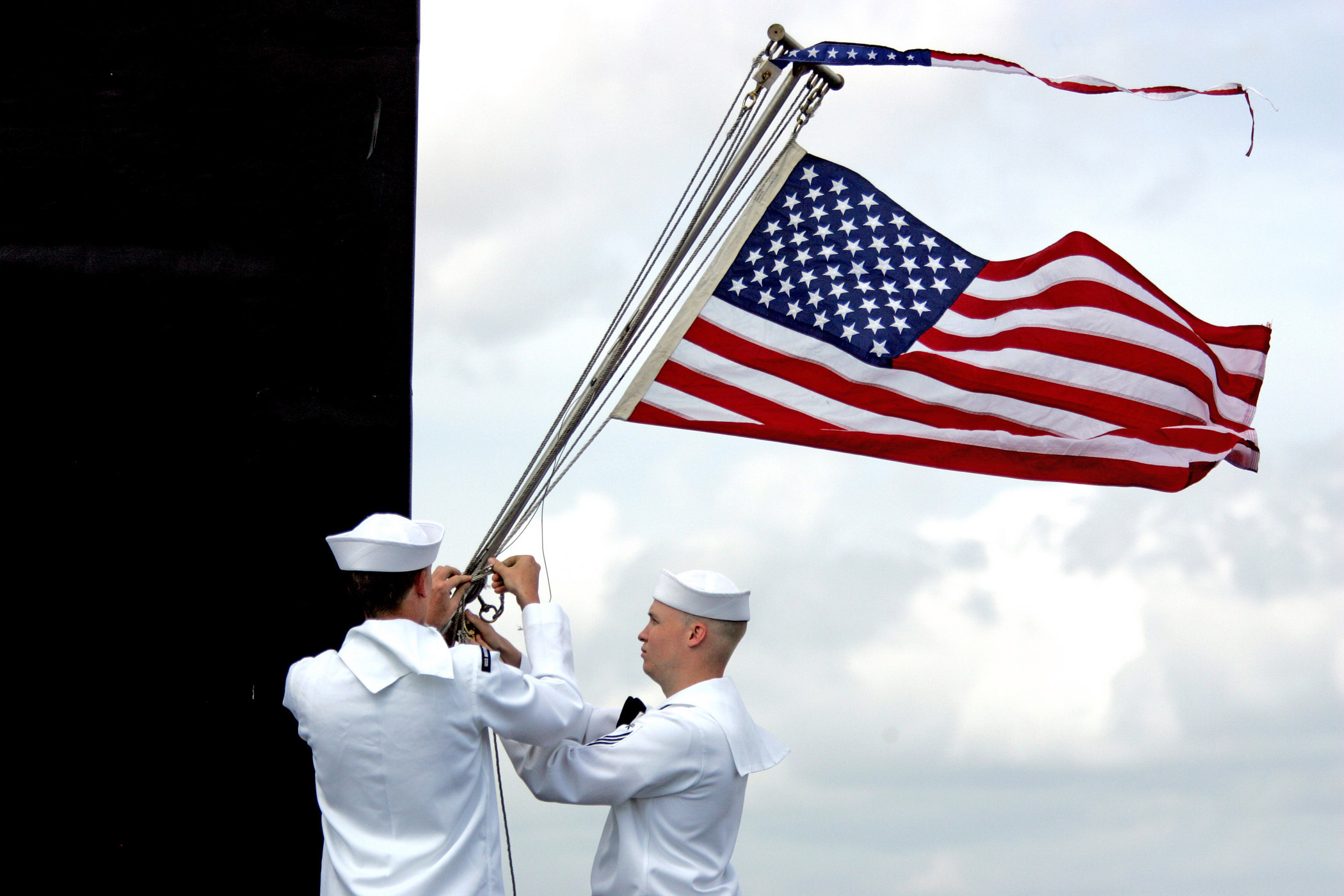
アメリカ海軍の長旗の掲揚（上）。
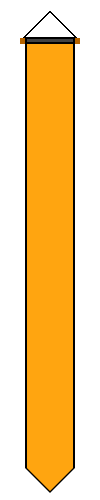
オレンジペナント。オレンジ家の旗。
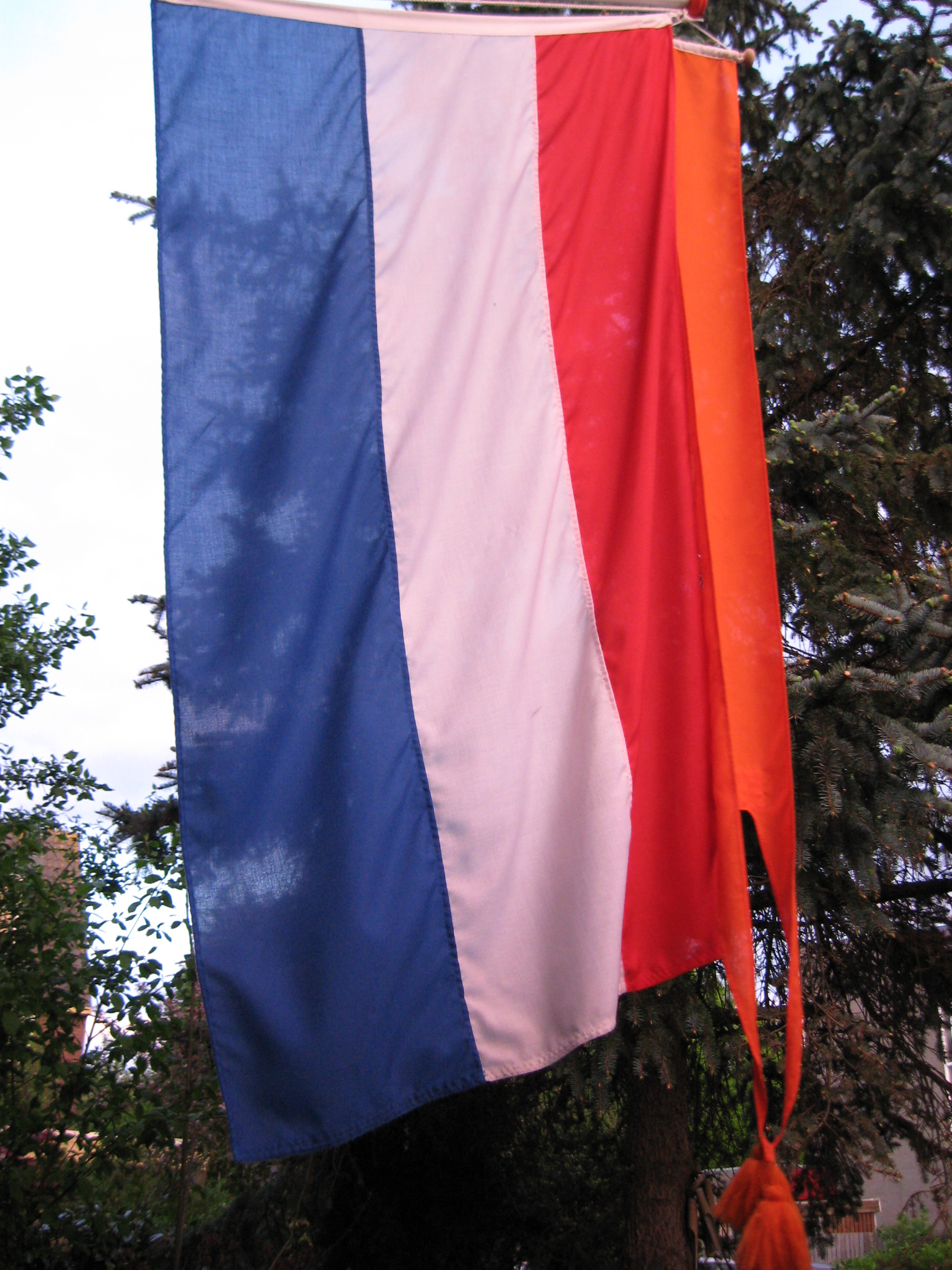
オレンジペナントの掲揚（右）。このペナントは燕尾型をしている。
INTERCOで「0」を表すペナント。
INTERCOで「Emergency」を表すペナント。
イギリス海軍の代将旗（broad pennant）。
クロアチアの先任士官旗。
欧州連合漁業監視局のペナント。
イギリス海軍・オランダ海軍のchurch pennant。
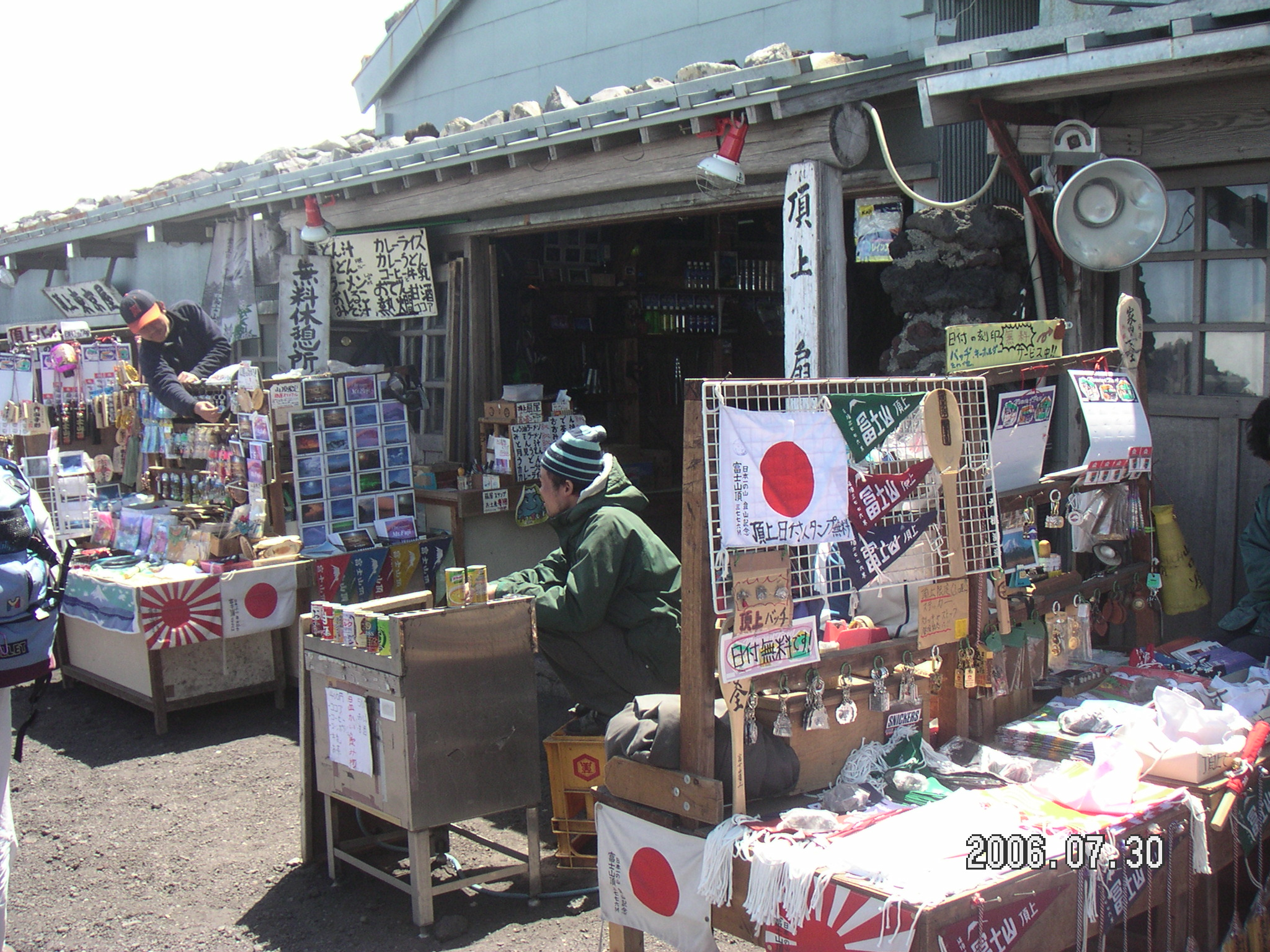
ペナントを販売している（当時）富士山吉田口頂上の売店